# Vrede van Nijmegen Penning

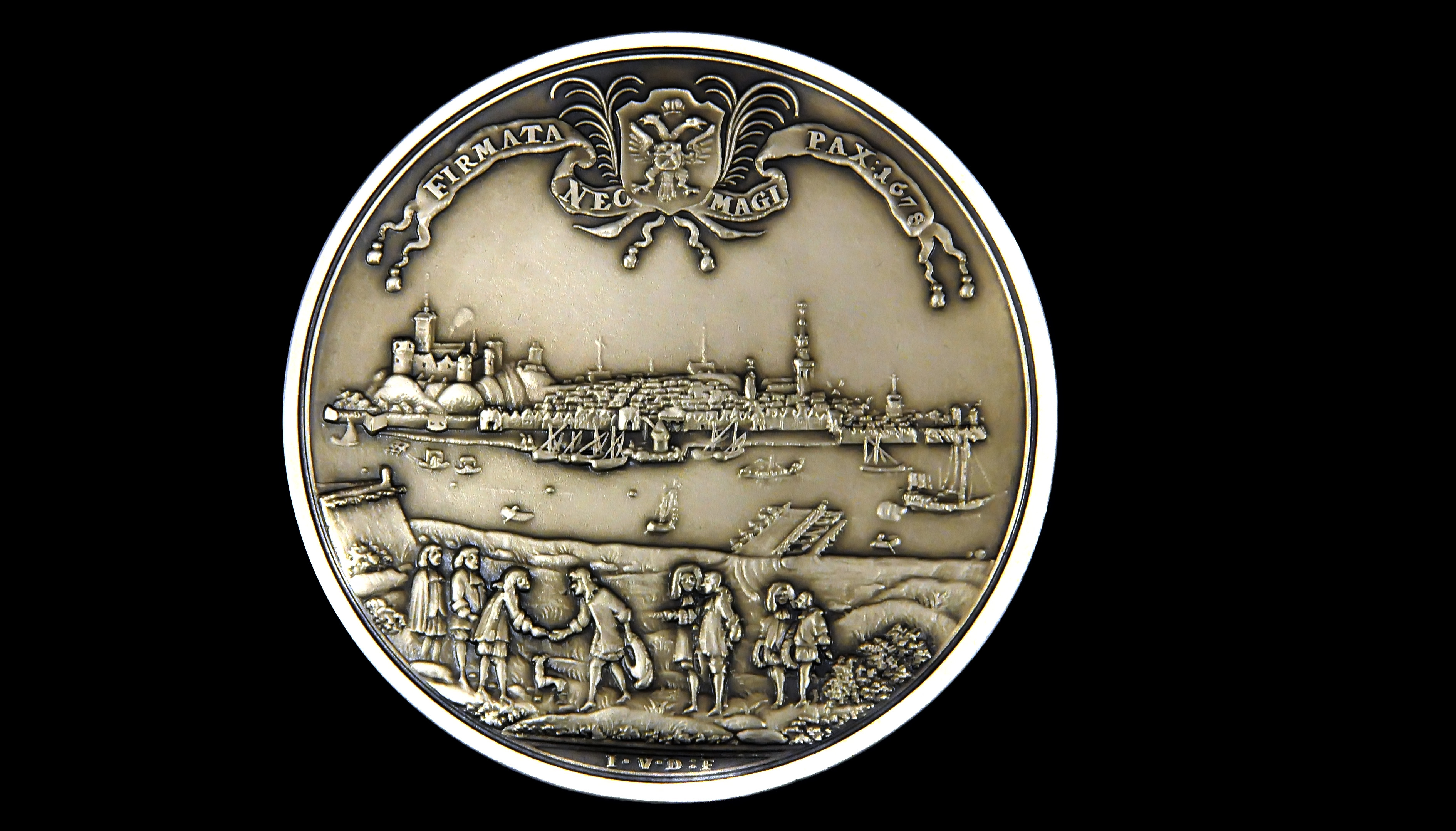
Vrede van Nijmegen Penning, Jacob van Dishoecke, 1678

De Vrede van Nijmegen Penning (Engels: Treaties of Nijmegen Medal) is een tweejaarlijkse prijs voor personen en instituties die zich ingezet hebben voor de vrede op het Europese continent en de positie van Europa in de wereld.
Het initiatief voor de penning werd in november 2009 genomen door de gemeente Nijmegen, het ministerie van Buitenlandse Zaken, de Radboud Universiteit en Royal Haskoning. De prijs is vernoemd naar de Vrede van Nijmegen; Nijmegen is een stad waar vele vredes werden gesloten en afspraken werden gemaakt die bepalend waren voor de toekomst van Europa. De eerste penning werd op 15 maart 2010 uitgereikt aan Jacques Delors. Op 7 mei 2012 werd de tweede Penning uitgereikt aan Umberto Eco. Na de tweede editie trok Royal Haskoning zich terug als partner en werd vervangen door NXP Semiconductors. Op 7 mei 2014 werd de derde penning uitgereikt aan Neelie Kroes. 

## Laureaten
2010 Jacques Delors: Voor zijn inzet voor één Europese markt en als voorbereider van het Verdrag van Maastricht
2012 Umberto Eco: Omdat hij de Europese geschiedenis voor een groot publiek toegankelijk heeft gemaakt en omdat hij een vooraanstaande bijdrage levert aan het Europese debat.
2014 Neelie Kroes: Voor haar verdiensten voor Europa.
2016 Europees Hof voor de Rechten van de Mens: Voor zijn bijdrage aan de ontwikkeling van Europa en de bescherming van de rechten van de mens.
2018 Paul Polman: Voor zijn inzet, zowel op nationale als internationale schaal, voor een groenere en duurzamere leefomgeving.
2022 Frans Timmermans: Omdat hij zich al jaren inzet voor solidariteit, homorechten, diversiteit en bescherming van mensenrechtenactivisten.
2024 Eliot Higgins: Voor zijn vernieuwende bijdrage aan vrede en mensenrechten.